# Kaija (sjö i Heinola, Päijänne-Tavastland)
Kaija är en sjö i kommunen Heinola i landskapet Päijänne-Tavastland i Finland. Arean är 36 hektar och strandlinjen är 4,05 kilometer lång. Sjön  ingår i Kymmene älvs huvudavrinningsområde.   Den ligger omkring 54 km nordöst om Lahtis och omkring 150 km nordöst om Helsingfors. 
Kaija ligger väster om Linnajärvi.